# Peale Museum
Le Peale Museum, aussi connu sous le nom de Municipal Museum of Baltimore, était un musée d'art et d'histoire naturelle situé à Baltimore, la métropole du Maryland, aux États-Unis. Il occupait le premier bâtiment du continent américain qui fut construit spécifiquement pour accueillir un musée. Un premier musée fut créé par Charles Willson Peale à Philadelphie. Le second musée à Baltimore fut créé par son fils Rembrandt en 1814. Il fut fermé en 1997 et ses collections furent transférées à la Maryland Historical Society. C'est un National Historic Landmark depuis 1965.